# Panaimarathupatti
Panaimarathupatti é uma panchayat (vila) no distrito de Salem, no estado indiano de Tamil Nadu.

## Demografia
Segundo o censo de 2001,  Panaimarathupatti  tinha uma população de 8051 habitantes. Os indivíduos do sexo masculino constituem 51% da população e os do sexo feminino 49%. Panaimarathupatti tem uma taxa de literacia de 60%, superior à média nacional de 59.5%: a literacia no sexo masculino é de 68% e no sexo feminino é de 52%. Em Panaimarathupatti, 13% da população está abaixo dos 6 anos de idade.